# Dorinel Munteanu
Dorinel Ionel Munteanu (n. 25 iunie 1968, Grădinari, Caraș-Severin, România), cunoscut și ca Munti, Neamțul sau Furnica, este un antrenor român de fotbal și fost jucător. Face parte din „Generația de aur” a echipei naționale de fotbal a României, alături de alți jucători, cum ar fi Gică Hagi și Gică Popescu. În martie 2008, a fost decorat cu Ordinul „Meritul Sportiv” clasa a III-a, pentru rezultatele obținute la turneele finale din perioada 1990-2000 și pentru întreaga activitate.

## Carieră fotbalistică

### 1982 - 1985, Primul joc în Divizia a Treia, la 14 ani
Încă de la vârsta de 14 ani juca la seniori pentru FC Oravița, în Divizia a treia. Pe atunci, sub regimul comunist, exista o regulă care impunea ca fiecare echipă de seniori să includă și doi jucători care au sub 18 ani.
„Pe mine m-au vrut încă de când aveam 14 ani. În ciuda marilor greutăți pe care le aveam în plan personal, căci tatăl meu de-abia decedase, m-am impus la Oravița. În cele din urmă, asta s-a dovedit a fi rampa mea de lansare spre cariera internațională de mai târziu”, spune Dorinel Munteanu.

### 1985-1993, Ascensiunea în România
- 1986-1987 - Metalul Bocșa: locul 13, în Divizia B
- 1987-1988 - CSM Reșița: locul 5, în Divizia B
- 1988-1989 - FC Olt Scornicești: locul 8, în Divizia A, 31 de meciuri, 2 goluri
- 1989-1990 - FC Olt Scornicești: locul 17, în Divizia A, 2 meciuri, 0 goluri
- 1989-1990 - FC Inter Sibiu: locul 6, în Divizia A, 14 meciuri, 0 goluri
- 1990-1991 - FC Inter Sibiu: locul 4, în Divizia A, 33 de meciuri, 7 goluri

La vârsta de 17 ani, se transferă de la Oravița la Metalul Bocșa, în divizia secundă. Dorința de a ajunge cât mai departe, îl face pe Dorinel să se despartă și de această echipă și să se mute la CSM Reșița, echipă aflată tot în divizia a doua, dar care avea un lot mai valoros. Cele trei echipe la care a evoluat "Munti" în această primă fază a carierei sale fotbalistice aveau toate un numitor comun: apropierea de casă, de care jucătorul nu era pregătit să se despartă.
Dorința de afirmare îl face până la urmă să se mute la FC Olt Scornicești, pentru care joacă, la 21 august 1988, primul meci al său în Divizia A. Scorniceștiul este, de altfel, orașul natal al dictatorului Nicolae Ceaușescu.
După un an la FC Olt, se transferă la echipa reprezentativă a orașului Sibiu, FC Inter Sibiu, echipă pentru care joacă două sezoane. În perioada în care Dorinel joacă pentru această echipă, prim-secretarul Sibiului este unul dintre fiii lui Nicolae Ceaușescu, Nicu.

### 1991-1993, Dinamo București
- 1991-1992 - Dinamo București: locul 1, în Divizia A, 33 de meciuri, 12 goluri
- 1992-1993 - Dinamo București: locul 2, în Divizia A, 34 de meciuri, 15 goluri

Joacă două sezoane pentru Dinamo București, unul dintre cele mai titrate cluburi de fotbal din România. Sezonul 1991-1992 este unul special pentru Dinamo, echipa reușind să câștige campionatul fără nici o înfrângere. Dorinel își aduce aportul la câștigarea titlului, înscriind 12 goluri în 33 de meciuri.
În această perioadă, din echipa lui Dinamo mai fac parte alte nume celebre ale fotbalului românesc Gheorghe Mihali, Viorel Moldovan. Alături de aceștia, Dorinel joacă în sezonul 1991-1992 4 meciuri în Cupa UEFA, marcând un gol, precum și patru meciuri în Cupa Campionilor Europeni în sezonul 1992-1993.

### 1993-1995, Belgia
- 1993-1994 - CS Cercle Brugge: locul 12 în Liga I, 34 de meciuri, 7 goluri
- 1994-1995 - CS Cercle Brugge: locul 15 în Liga I, 31 de meciuri, 5 goluri

Dorinel părăsește țara în anul 1993 și joacă pentru Cercle Brugge. În primul sezon în afara țării este desemnat "cel mai bun jucător al Belgiei".
Pierde finala Cupei Belgiei, care în acel an este disputată în fața rivalei Club Brugge KV.

### 1995-1999, Transfer în Bundesliga

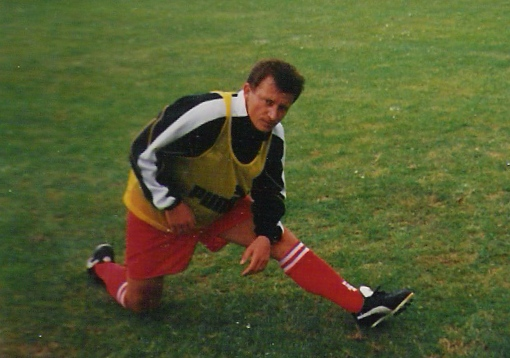
Dorinel Munteanu la 1. FC Köln

- 1995-1996 - 1. Fußball Club Köln: locul 12 în Liga I, 33 de meciuri, 4 goluri
- 1996-1997 - 1. Fußball Club Köln: locul 10 în Liga I, 31 de meciuri, 4 goluri
- 1997-1998 - 1. Fußball Club Köln: locul 17 în Liga I (retrogradant), 33 de meciuri, 3 goluri
- 1998-1999 - 1. Fußball Club Köln: locul 10 în Liga II, 32 de meciuri, 7 goluri

Este adus de către Morten Olsen în Germania, la FC Köln. După trei sezoane în prima divizie germană, clubul retrogradează în divizia secundă, moment în care Dorinel dorește să se despartă de echipă. În ciuda ofertelor din campionatele Spaniei și Angliei, jucătorul este declarat netransferabil de către gruparea germană.

### 1999-2003, VFL Wolfsburg
- 1999-2000 - VfL Wolfsburg: locul 7 în Liga I, 22 de meciuri, 3 goluri
- 2000-2001 - VfL Wolfsburg: locul 9 în Liga I, 24 de meciuri, 3 goluri
- 2001-2002 - VfL Wolfsburg: locul 10 în Liga I, 33 de meciuri, 3 goluri
- 2002-2003 - VfL Wolfsburg: locul 8 în Liga I, 18 meciuri, 2 goluri
- 2003-2004 - VfL Wolfsburg: locul 10 în Liga I, 4 meciuri, 0 goluri

Cei de la FC Köln îi permit să plece abia în anul 1999, când Dorinel alege ca destinație echipa VfL Wolfsburg, pentru care joacă până în anul 2003.
În primul sezon pentru VfL Wolfsburg, Munteanu joacă 3 meciuri în Cupa UEFA.

### 2003, Întoarcerea în țară
- 2003-2004 - Steaua București: locul 2 în Divizia A, 5 meciuri, 1 gol
- 2004-2005 - Steaua București: locul 1 în divizia A, 28 de meciuri, 1 gol
- 2005-2006 - CFR Cluj: locul 5 în Liga I, 21 meciuri, 0 goluri
- 2006-2007 - CFR Cluj: locul 3 în Liga I, 5 meciuri, 0 goluri
- 2006-2007 - FC Argeș Pitești: locul 16 în Liga I, 3 meciuri, 0 goluri
- 2007-2008 - FC Vaslui: locul 7 în Liga I, 16 meciuri, 0 goluri

Anul 2003 marchează întoarcerea "Neamțului" în țară. Munteanu joacă două sezoane pentru Steaua București, alături de care câștigă campionatul României în sezonul 2004-2005. În același sezon joacă 11 meciuri pentru Steaua în Cupa UEFA.
Își continuă cariera la CFR Cluj, de această dată fiind antrenor și jucător. Ajunge în finala Cupei UEFA Intertoto în anul 2005. Din păcate pentru Dorinel, Clujul se înclină în fața francezilor de la RC Lens: după ce reușesc un 1-1 în tur, clujenii pierd al doilea meci cu scorul de 1-3.
După două sezoane la CFR Cluj, "Munti" încearcă să facă imposibilul și să salveze de la retrogradare echipa FC Argeș, aflată, în momentul în care Dorinel o preia, undeva în josul clasamentului Ligii I. Nu reușește acest lucru și este nevoit să plece.
Între 2007 și 2008 a evoluat la FC Vaslui unde, la fel ca la Cluj sau Pitești, pe lângă rolul de antrenor l-a avut și pe cel de jucător.

## Naționala
O etapă importantă din cariera lui Munti este reprezentată de aparițiile în echipa națională, el făcând parte din ceea ce va rămâne în istorie ca "Generația de aur", adică generația cea mai valoroasă de fotbaliști din istoria echipei reprezentative.
Dorinel Munteanu a fost chemat să îmbrace pentru prima oară tricoul echipei naționale în 1991, când încă juca pentru FC Inter Sibiu.
În anul 2001 marchează cea de-a o suta evoluție pentru România, jucând la Budapesta, împotriva selecționatei Ungariei. A jucat pentru echipa națională de 134 de ori și a marcat 16 goluri. Numărul de apariții în tricoul naționalei face din Munteanu cel mai selecționat jucător român din toate timpurile.
A participat la turneele finale de Campionat Mondial din 1994 și 1998 și la turnele finale de Campionat European din 1996 și 2000.
La echipa națională joacă alături de alte legende ale fotbalului românesc: Gheorghe Hagi, Gheorghe Popescu, Dan Petrescu, Viorel Moldovan, alături de care ajunge în sferturile de finală ale Campionatului Mondial de Fotbal din 1994. Pe atunci, antrenorul selecționatei României era Anghel Iordănescu.

## Cariera de antrenor
A debutat ca antrenor în 2005, la CFR Cluj, echipă la care în paralel și-a continuat și cariera fotbalistică. În cei doi ani petrecuți la Cluj Napoca, Munteanu a reușit calificarea echipei în Cupa UEFA Intertoto (în 2006), pierzând însă finala. După despărțirea de CFR, a acceptat oferta venită de la FC Argeș, echipă aflată pe ultimul loc în sezonul 2006-07 al Ligii Întâi, dar nu a reușit salvarea de la retrogradare.
Și-a continuat cariera de antrenor-jucător la FC Vaslui, iar în 2008 a ajuns la U Cluj, echipă tocmai retrogradată în Liga a II-a. După câteva etape, a primit propunerea de a antrena Steaua București, formație rămasă fără antrenor după demisia lui Marius Lăcătuș. A debutat la Steaua cu un meci contra lui Dinamo București, în deplasare, în care a înregistrat un egal. Nu a avut rezultate strălucite la Steaua, în afară de victoria în fața viitoarei campioane, Unirea Urziceni, 1-0 în ultima etapă a turului, și în iarna anului 2008 este demis. A revenit la U Cluj, pe care a salvat-o de la retrogradarea în Liga a III-a.
Din 1 iulie 2009 a fost antrenor la Oțelul Galați, cu care a semnat un contract pentru două sezoane.. Cea mai mare performanță ca antrenor a fost câștigarea titlului cu Oțelul Galați în sezonul 2010-2011, echipă cu care în primul sezon de antrenorat la malul Dunării obținuse locul 8. Despărțirea de Otelul s-a produs după 3 ani și jumătate, la sfârșitul lunii august 2012.
Relația cu soția sa suferea însă, iar Munteanu, după o scurtă perioadă de colaborare cu Dinamo București în 2012, a preluat echipa FC Mordovia Saransk, clasată pe ultima poziție în clasamentul primei divizii din Rusia. Au urmat apoi alte scurte angajamente în Rusia și Azerbaidjan, dar problemele din familie și-au spus cuvântul: divorțul său a fost finalizat în 2015. În primăvara lui 2015 a mai antrenat puțin, o lună, pe Astra Giurgiu, după care s-a retras la Reșița la partide de vânătoare și petreceri. A suferit de pe urma dependenței de alcool și a fost condamnat pentru conducerea unui autovehicul sub influența alcoolului.
Recuperat din alcoolism cu ajutorul noii sale soții, Munteanu a revenit în fotbal în toamna lui 2018, ca antrenor la Concordia Chiajna. A părăsit pe Concordia în ianuarie 2019 când a fost demis după șase înfrângeri consecutive.
În noiembrie 2019, Munteanu a revenit la CSM Reșița, echipă la care a evoluat și la începutul carierei de fotbalist. Doar șapte meciuri a stat Munteanu pe banca reșițenilor, înregistrând două victorii, două remize și trei înfrângeri. În mai 2020, clubul a anunțat o reorganizare și o schimbare a echipei tehnice.

## Cariera politică
În august 2020, Dorinel Munteanu s-a înscris în Partidul Mișcarea Populară (PMP), fiind desemnat candidat din partea partidului pentru postul de consilier local în Municipiul Galați.  A pierdut, însă, alegerile din 27 septembrie, partidul său reușind să obțină doar 4,9% din voturile exprimate, cu 0,1% sub pragul necesar intrării în Consilul Local. În ciuda eșecului de la alegerile locale, PMP l-a desemnat candidat pentru un mandat de senator de Cluj. 

## Palmares

### Jucător
Inter Sibiu
- Cupa Balcanică: 1990–91

Dinamo București
- Divizia A: 1991–92[26]

Steaua București
- Divizia A: 2004–05[26]

CFR Cluj
- UEFA Intertoto Cup
  - finalist : 2005[27]

### Individual
- Omul sezonului (Prima Divizie Belgiană): 1993–94[28]

### Antrenor
CFR Cluj
- UEFA Intertoto Cup

 Finalist (1): 2005
Oțelul Galați
- Liga I: 2010–11[29]
- Supercupa României: 2011[30]

- Liga III:

 Locul 3: 2022-23
- Liga III: 2021–22

Individual
- Gazeta Sporturilor Antrenorul lunii României: Septembrie 2023